# Baltimore Clippers (pallacanestro)
I Baltimore Clippers sono stati una società di pallacanestro statunitense, che ha militato nella Metropolitan Basketball League e nella American Basketball League.

## Storia
Chiamati anche Brooklyn Triangles durante i primi anni della loro storia, devono la denominazione "Visitations" al nome della chiesa presso la quale la squadra venne fondata (la "Visitation Church").
Dal 1921 al 1928 i Visitations hanno preso parte alla Metropolitan Basketball League, che vinsero in 4 occasioni (1924, 1925, 1927, 1932). Dal 1928 al 1931 giocarono in American Basketball League, vincendo il titolo nelle stagioni 1930-1931 e 1934-1935.
Nel frattempo, con la sospensione della ABL tra il 1931- e il 1933, i Brooklyn Visitations erano tornati in Metropolitan Basketball League nel biennio 1932-1933. Fecero definitivamente ritorno in ABL nel 1933; per un breve periodo (1935-1936) assunsero la denominazione Paterson Visitations.
Nel biennio 1939-1941 la squadra si trasferì a Baltimora, divenendo i Baltimore Clippers. Presero il nome "Clippers" in omaggio alle navi Clipper, che di frequente attraccavano al porto della città a fine Ottocento.